# Henk Heithuis

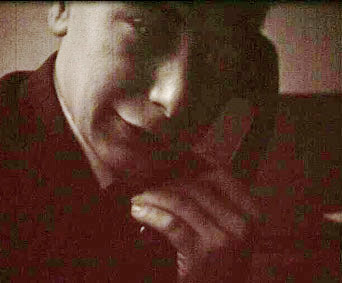
Henk Heithuis

Hendrikus Bernardus (Henk) Heithuis (Almelo, 1935 – Oud Ade, 25 oktober 1958) was een Nederlandse leerling van een katholieke kostschool en een slachtoffer van seksueel misbruik. Later werd hij tegen zijn wil gecastreerd.

## Biografie
Henk Heithuis werd geboren als zoon van Fredrik Jan Heithuis, steenhouwer en Everharda Johanna Roelofsen. Na de scheiding van zijn ouders werd Heithuis op een internaat in Zuid-Nederland geplaatst. In het katholieke internaat te Harreveld kreeg hij beroepsonderwijs van 1950 tot 1953.

## Misbruik
Op 30 januari 1956 deed Heithuis aangifte tegen de broeders van het internaat te Harreveld; hij verklaarde meerdere malen seksueel misbruikt te zijn. Ook in 1955, toen hij al klaar was met zijn opleiding, ging hij in het weekend terug naar de kostschool, omdat hij niet naar zijn familie kon. Ook in deze weekends pleegden de broeders seksuele handelingen met Heithuis.

## Castratie
Na de aanklacht werd Heithuis ervan beschuldigd de broeders te hebben verleid. Daarna werd hij opgenomen in de rooms-katholieke psychiatrische instelling Huize Padua. Hij werd omschreven als pervers. Bij wijze van "behandeling" werd hij gecastreerd.
De operatie vond plaats in het Sint-Jozef Ziekenhuis te Veghel. Heithuis was 20 jaar en volgens het Nederlandse recht van die tijd minderjarig.

## Het leven na de castratie
Henk werkte als zeeman. Hij had last van de psychologische en hormonale effecten van de castratie. In 1957 meldde hij zich bij het Nederlandse Consulaat in Kobe, Japan, waar hij van boord ging. Met hulp van IJsbrand Rogge, die toen werkzaam was bij een Nederlands bankfiliaal in Japan, keerde Heithuis terug naar Nederland. Hij was van plan een juridische en publicitaire campagne te beginnen tegen het onrecht dat hem was aangedaan.
Heithuis vertelde IJsbrand Rogge en diens broer Cornelius Rogge, destijds 24 en 27 jaar oud, in dat jaar over zijn leven als een kind in de katholieke instellingen. De broers Rogge zagen ooit zijn genitale verminking, volgens de broers was "alles weg". Heithuis deed in 1957 opnieuw aangifte, dit keer op grond van de castratie.
Heithuis kwam op 25 oktober 1958 om het leven bij een auto-ongeluk met de 37-jarige Amerikaanse autohandelaar James Edmund Sefton als mede-inzittende die later deze dag in het ziekenhuis overleed. De politie nam al zijn persoonlijke bezittingen en de documenten die betrekking hadden op zijn aangifte in beslag en vernietigde ze nog op de dag van zijn dood. Heithuis had Cornelius gevraagd zijn verhaal openbaar te maken, als hem iets zou overkomen.